# Tetrafluoreto de silício
Tetrafluoreto de silício ou tetrafluorsilano é o composto químico de fórmula SiF4.Essa molécula tetraédrica é notável por ter uma fase líquida "estreita" (seu ponto de ebulição é somente 4°C acima de seu ponto de fusão).Foi sintetizado pela primeira vez por John Davi em 1812.

## Síntese
SiF4 é um produto secundário da síntese fertilizantes à base de fosfatos, resultando do ataque do HF em silicatos.Em laboratório, o composto pode ser sintetizado aquecendo-se BaSiF6 (hexafluorosilicato de bário) acima de 300Cº, o SiF4 é volatilizado, deixando um resíduo sólido de BaF2.O BaSiF6 requerido para a reação é obtido pelo tratamento de uma solução aquosa de ácido hexafluorossilícico com cloreto de bário.O análogo GeF4 é preparado similarmente, excepto de que sua temperatura de "quebra" é de 700Cº.

## Usos
Esse composto volátil tem usos limitados em microeletrônica e síntese orgânica.

## Ocorrência
Plumas vulcânicas tem quantidades significativas de tetrafluoreto de silício, a produção pode chegar á várias toneladas diárias.Parte do tetrafluoreto de silício é  hidrolisado para gerar ácido hexafluorossilícico.